# Ладодо, Калерия Сергеевна
Калерия Сергеевна Ладодо (22 октября 1924, Николаев — 10 ноября 2017, Москва) — советский и российский врач, основоположник отечественной школы детской диетологии, выдающийся ученый, педиатр и нутрициолог, доктор медицинских наук, профессор, член-корреспондент РАЕН.

## Биография
Родилась в семье служащих Капустина Сергея Михайловича (1889—1937) и Капустиной Калерии Митрофановны (1895—1950).
1947 год — окончила с отличием педиатрический факультет 2 Московского медицинского института (Российский медицинский университет им. Н. И. Пирогова).
1947 −1950 гг. — обучение в клинической ординатуре Института педиатрии АМН СССР (ФГАУ «НМИЦ здоровья детей» Минздрава России).
1950 по 1953 гг. — обучение в аспирантуре Института педиатрии АМН СССР (ФГАУ «НМИЦ здоровья детей» Минздрава России) и защита кандидатской диссертации на тему «Клинико-морфологические изменения центральной нервной системы при коклюше».
После окончания аспирантуры работала младшим научным, затем старшим научным сотрудником инфекционного отделения Института педиатрии АМН СССР (ФГАУ «НМИЦ здоровья детей» Минздрава России).
В 1969 году защитила докторскую диссертацию на тему «Поражение нервной системы при респираторных вирусных инфекциях у детей».
В 1970 году возглавила только что создавшееся в Институте питания АМН СССР «отделение питания больного ребенка» (ФГБУН « ФИЦ питания и биотехнологии») и стала активно заниматься актуальными проблемами детской диетологии: вскармливание недоношенных и новорожденных детей, занималась вопросами грудного вскармливания, питанием беременных и кормящих женщин, лечебное питание при алиментарно-зависимых состояниях, различных формах пищевой непереносимости, заболеваниях почек и органов пищеварения, ожирении, наследственном нарушении аминокислотного обмена — фенилкетонурии. 1977 году Калерия Сергеевна была назначена главным внештатным специалистом по детскому питанию в Минздраве СССР.
До последних дней жизни работала главным научным сотрудником отделения питания здорового и больного ребенка, занималась научно-образовательной работой в ФГАУ «НМИЦ здоровья детей» Минздрава России.
Скончалась 10 ноября 2017 года на 93-м году жизни в Москве. Похоронена на Ваганьковском кладбище Москвы рядом с мужем и внучкой.
Последний труд Калерии Сергеевны Ладодо — книга «Кисломолочные продукты в питании детей», была закончена её учениками и издана уже после её ухода из жизни. Книга была издана при поддержке директора Фисенко А. П. и коллектива ФГАУ «НМИЦ здоровья детей» Минздрава России..

## Научная деятельность
Особым направлением деятельности К. С. Ладодо стали разработка и создание отечественных продуктов детского и лечебного питания. В качестве руководителя медицинского раздела научно-технической программы Государственного комитета по науке и технике (ГКНТ СССР), в 1980—1985 гг. Калерия Сергеевна работала с министерствами, ведомствами, промышленными институтами, выступала на общественных трибунах, защищая интересы детей. Тесные контакты были налажены с министерством сельского хозяйства, институтами молочной и мясной промышленности, институтом крахмалопродуктов. При непосредственном участии Калерии Сергеевны на крупнейших молочно-консервных комбинатах детского питания, расположенных на территории бывшего СССР, впервые стало возможным промышленное производство разработанных отечественных сухих детских молочных смесей: в городах Балта (Одесская область, УССР), Волковыcск (Гродненская область, БССР), Истра (Московская область, РСФСР), Сибай (Башкирская АССР), Хорол (Полтавская область УССР). Жидкие и пастообразные молочные продукты на молочных кухнях, цехах детских молочных продуктов и в условиях специализированного завода в Лианозово (г. Москва).
Велась активная работа в Совете Экономической помощи (СЭВ) и Всемирной Организации Здравоохранения (ВОЗ). В 1981 году на совещании ВОЗ в Женеве обсуждался очень важный вопрос о грудном вскармливании, в дальнейшем продолжалась работа в области нутрициологии.
Калерия Сергеевна стояла у истоков создания отечественной компании по производству детского и специализированного лечебного питания «Нутритек» (ныне «Инфаприм»). Завод «Инфаприм» по своей гибкости и многофункциональности в настоящее время не имеет аналогов в России. Предприятие укомплектовано самым современным оборудованием и выпускает более 100 наименований продукции, которая полностью соответствует мировым и российским стандартам.
В качестве Главного внештатного специалиста по детскому питанию в МЗ СССР постоянно выезжала в союзные республики, интересовалась основными проблемами и недостатками в организации детского питания.
Благодаря её усилиям в различных регионах страны постепенно налаживалось обеспечение детей сбалансированным питанием, на местах открывались молочные кухни и цеха по производству продуктов для детей грудного и раннего возраста.
Учениками Калерии Сергеевны были будущие педиатры и ученые России, а также ближнего и дальнего зарубежья: из Средней Азии, Азербайджана, Латвии, Грузии, Китая, Вьетнама, Монголии.

## Семья
- Муж Ладодо Б. И. (1927—2016, в браке с 1950) — финансист.
- Старшая дочь Ирина — дизайнер по костюмам.

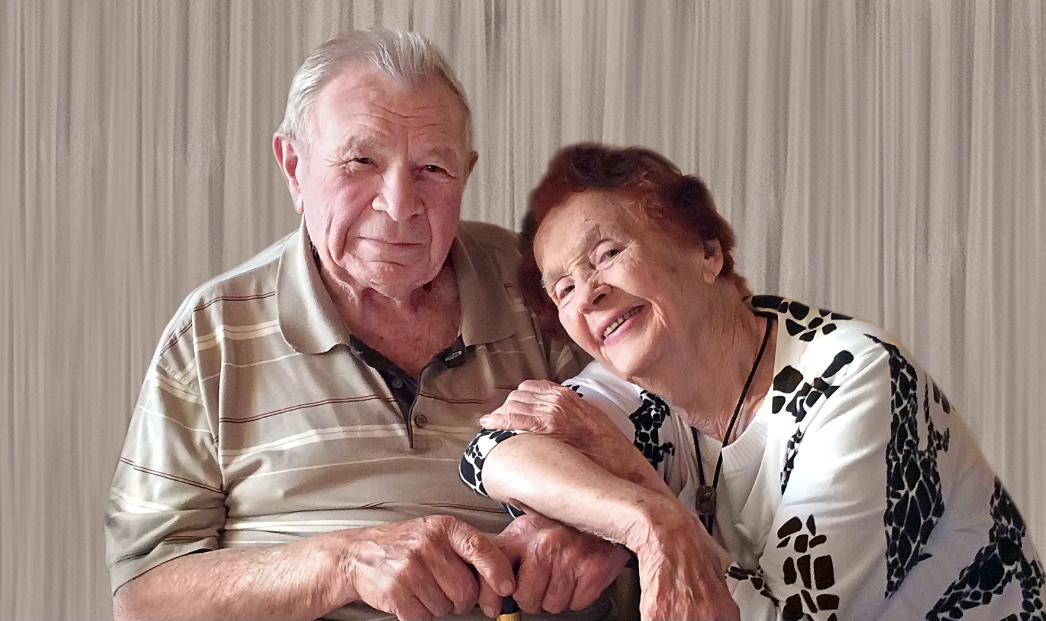
Дома с любимым мужем

- Младшая дочь Ольга — педиатр, вместе с внучкой Натальей продолжает работу Калерии Сергеевны в области здравоохранения.

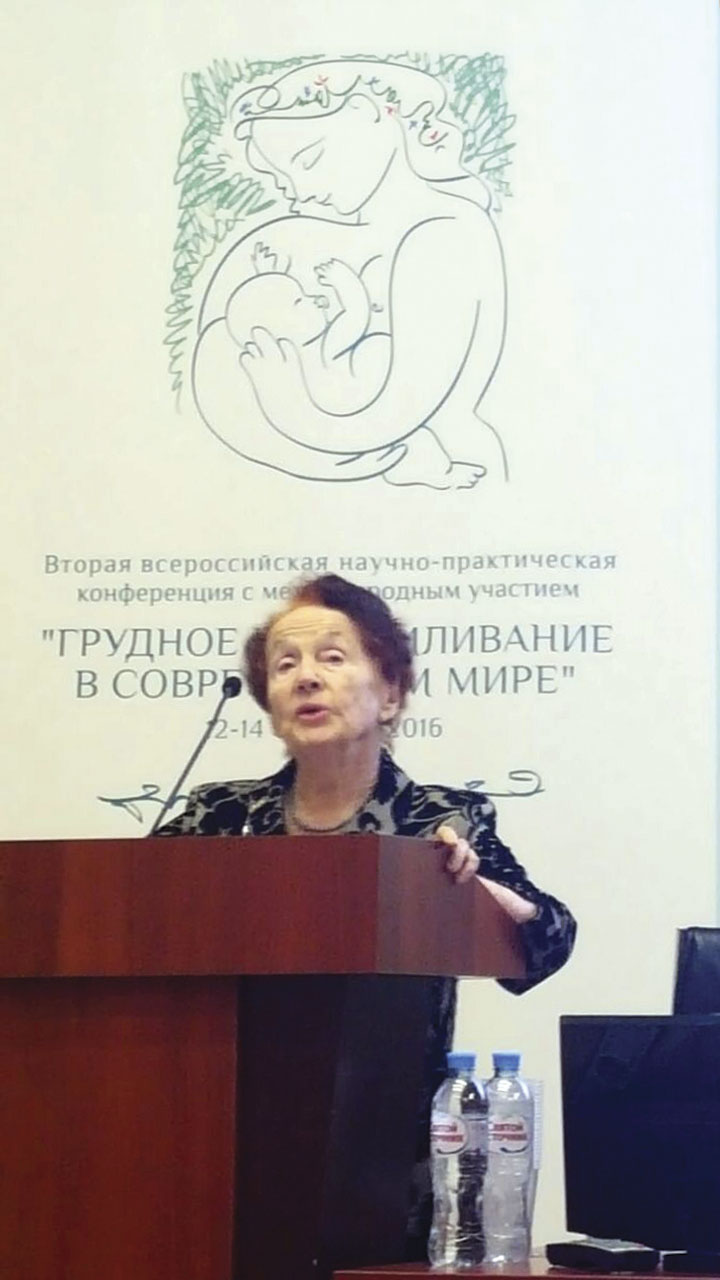
Выступление на конференции

## Почётные звания и награды
- Почётный профессор
- Медаль «Ветеран труда»
- Медаль «В память 850-летия Москвы»
- Отличник здравоохранения (1975)
- Член-корреспондент РАЕН (1998)
- 27 авторских свидетельств на изобретение
- Премия Правительства РФ (2000)
- Почётные грамоты, дипломы АМН СССР и МЗ СССР и РФ
- Диплом «Золотая Фортуна»
- Георгиевская медаль «Честь. Слава. Труд» (2003)
- Серебряные и золотые медали ВДНХ

- Золотая медаль СЭВ

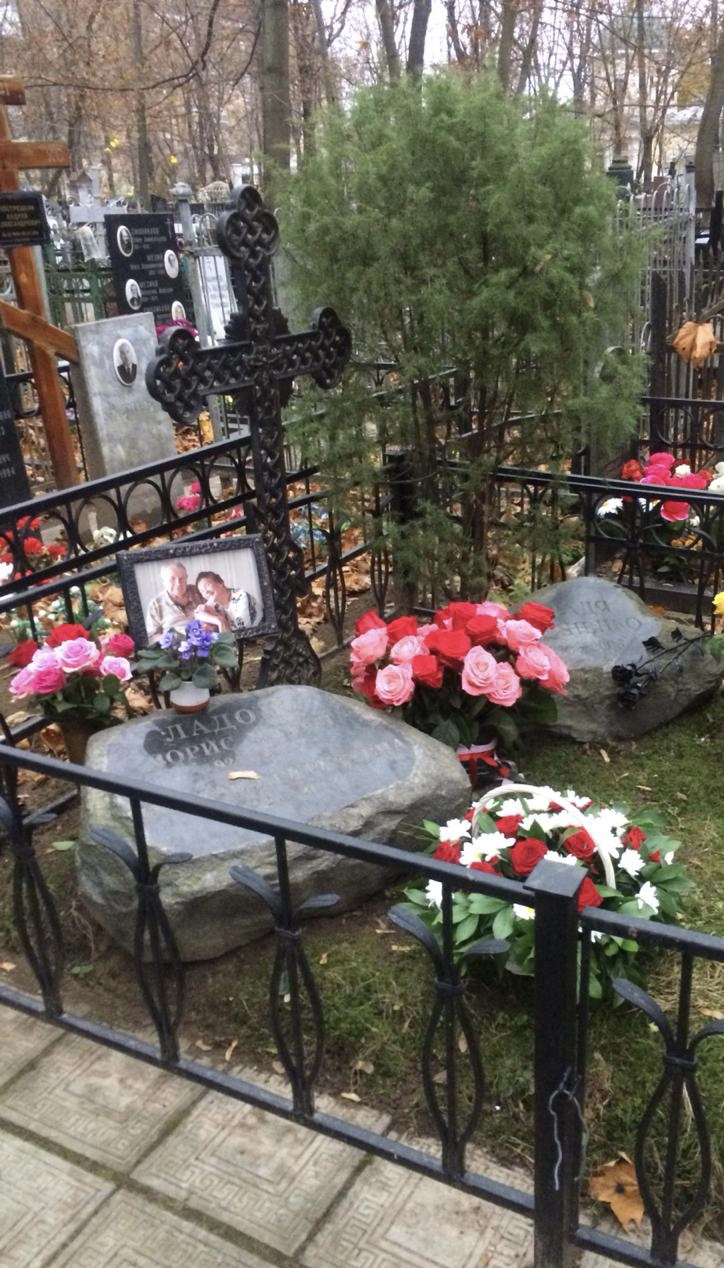
Могила Калерии Сергеевны на Ваганьковском кладбище

- Почётный профессор Института педиатрии НЦЗД (2008)
- Медаль Г. Н. Сперанского «За выдающиеся заслуги в охране здоровья детей» (2013)
- Почётная грамота Союза педиатров России «Лучший врач, ученый, педагог» (2016)

## Память
Каждый год 22 октября на территории ФГАУ НМИЦ Здоровья Детей МЗ проходит научно-практическая школа в память К. С. Ладодо «Детская диетология в клинической практике».

## Книги
- Клиническая диетология детского возраста
- Руководство по лечебному питанию детей
- Питание детей раннего возраста
- Родителям о детях. Детское питание. От рождения до года
- Продукты и блюда в детском питании
- Организация питания детей в дошкольных учреждениях
- Детское питание: советы, рецепты
- Энциклопедия детского питания от рождения до школы
- Питание матери и младенца
- 365 дней и ночей из жизни младенца
- Рациональное питание детей раннего возраста
- Здоровье ребенка. Азбука питания
- Питание детей от рождения до 3 лет. Практические советы родителям
- Детское питание
- Руководство для врачей домов ребенка
- Лечение сахарного диабета у детей
- Микроэкологические и иммунные нарушения у детей
- Основы рационального питания детей
- Питание детей
- Продукты питания для детей раннего возраста
- Детское питание от рождения до семи лет
- Грудное вскармливание детей: культурно-историческое наследие
- Профилактическая Педиатрия
- Организация лечебного питания детей в стационарах
- Респираторные вирусные инфекции и поражение нервной системы у детей
- Кисломолочные продукты в питании детей
- История моей жизни
- Национальная программа оптимизации вскармливания детей первого года жизни в Российской Федерации